# Jørgen Riis Olesen
Jørgen Riis Olesen (født 1. december 1928) er en dansk forhenværende officer og modstandsmand.
Han stammer fra Hadsten. Under Besættelsen var han med til at fremstille og distribuere illegale blade.
Han blev officersuddannet, gjorde efter krigen tjeneste ved Den Danske Brigade i Itzehoe og ved Hjemmeværnets Befalingsmandsskole i Nymindegab. Dernæst var Olesen næstkommanderende og kompagnichef ved rekrutstyrken og dækningsstyrken ved Kongens Jyske Fodregiment i Fredericia. I 1966 blev han major. I 1974 modtog han Hæderstegnet for god tjeneste ved Hæren. Siden forlod han Hæren og arbejdede i Børkop Kommune og som turistchef i Hvidbjerg.